# هيلينا هاربر
هيلينا هاربر (بالإنجليزية: Helena Harper)‏ هي شخصية خيالية في سلسلةريزدنت إيفل ظهرت بالجزء السادس .هيلينا شخصية رئسية بالجزء السادس .هلينا عميلة للحكومة وهي أحد الحراس الشخصيين للرئيس .هيلينا هي عميلة في جهاز الأمن الأمريكي USSS وهي وكالة تطبق القانون تحت اسم الأمن الداخلي وانضمت له في 2012 ولها أخت اسمها Deborah تم خطفها من قبل منظمة إرهابية حتى تساعدهم في تفشي الفيروس إلى الرئيس، وفي عام 2013 تم تعينها كحارس شخصي للرئيس الأمريكي ادم بنفورد الذي توفى بسبب هجوم الإرهاب الحيوي على مدينة Tall Oaks حيث تحول إلى زومبي وأراد الهجوم على هيلينا ليقوم ليون بقتله ويبدأ معها رحلة الهروب والبحث عن الفاعل، وسوف تتوجه معه إلى الصين للبحث عن الفاعل وتتوالى الأحداث بشكل مثير جدا.

## معلومات عامة
- تاريخ الميلاد : مجهول
- العمر : 24
- النوع : أنثي
- فصيلة الدم : غير معروف
- الوزن : 46
- الجنسية / الجنس : أمريكية – قوقازى
- الوظيفة : عميلة في الحكومة الأمريكية
- أول ظهور له في السلسلة : Resident Evil 6
- أداء الصوت : Laura Bailey